# Mehiški muralizem
Mehiški muralizem je bil slog stenskega slikarstva, ki se je začel v 1920-ih, na splošno z družbenimi in političnimi sporočili kot del prizadevanj za ponovno združitev države pod vlado po mehiški revoluciji. Vodili so ga "veliki trije" slikarji, Diego Rivera, José Clemente Orozco in David Alfaro Siqueiros. Od 1920-ih do 1970-ih so na javnih zgradbah nastajali številni murali z nacionalističnimi, družbenimi in političnimi sporočili, ki so začeli tradicijo, ki se nadaljuje do danes v Mehiki in je imela vpliv v drugih delih Amerike, vključno vZDA, kjer je služil kot navdih za umetniško gibanje Chicano.

## Predhodniki
Mehika ima tradicijo slikanja muralov – stenskih poslikav -, začenši s civilizacijo Olmekov v predšpanskem obdobju in do kolonialnega obdobja, pri čemer so bili murali večinoma naslikani za evangelizacijo in krepitev krščanske doktrine. Sodobna stenska tradicija ima svoje korenine v 19. stoletju, s politično in družbeno tematiko. Prvi mehiški slikar muralov, ki je v svojem delu uporabil filozofske teme, je bil Juan Cordero sredi 19. stoletja. Čeprav se je večinoma ukvarjal z verskimi temami, kot je kupola cerkve Santa Teresa in drugih cerkva, je na zahtevo Gabina Barrede v pripravljalnici Escuela Nacional naslikal posvetno stensko poslikavo (je izginila).
Zadnje 19. stoletje je politično prevladoval režim Porfirio Díaza. Ta vlada je bila prva, ki je spodbujala kulturni razvoj države, podpirala je Akademijo San Carlos in pošiljala obetavne umetnike na študij v tujino. Vendar so ta prizadevanja izpustila avtohtono kulturo in ljudi z namenom, da bi Mehika postala všeč Evropi. Gerardo Murillo, mehiški slikar in pisatelj, znan tudi kot dr. Atl, velja za prvega sodobnega mehiškega muralista z idejo, da bi morala mehiška umetnost odražati mehiško življenje. Akademsko usposabljanje in vlada sta spodbujali le posnemanje evropske umetnosti. Atl in drugi zgodnji muralisti so pritisnili na Diazovo vlado, da jim dovoli slikati po zidovih stavb, da bi se izognili temu formalizmu. Atl je organiziral tudi neodvisno razstavo domačih mehiških umetnikov, ki so promovirali številne avtohtone in nacionalne teme skupaj z barvnimi shemami, ki se bodo pozneje pojavile v stenskem slikarstvu. Prva sodobna mehiška poslikava, ki jo je naslikal Atl, je bila serija ženskih aktov z uporabo "Atlcolor", snovi, ki jo je Atl izumil sam, tik pred začetkom mehiške revolucije. Drug vpliv na mlade umetnike pozne porfirijske dobe je imelo grafično delo Joséja Guadalupeja Posade, ki se je norčeval iz evropskih slogov in ustvarjal kartone z družbeno in politično kritiko. Kritiziranje politike diazovske diktature skozi umetnost je popularizirala Posado. Posada je vplival na muraliste, da so v svojih delih sprejeli in še naprej kritizirali Diazovo diktaturo. Muralisti so sprejeli tudi like in satiro v Posadovih delih.
Mehiška revolucija je bila vrhunec političnega in družbenega nasprotovanja politiki Porfiria Díaza. Ena pomembnih opozicijskih skupin je bila majhna intelektualna skupnost, v kateri so bili Antonio Curo, Alfonso Reyes in José Vasconcelos. Spodbujali so populistično filozofijo, ki je sovpadala z družbeno in politično kritiko Atla in Posade ter vplivala na naslednjo generacijo slikarjev, kot so Diego Rivera, José Clemente Orozco in David Alfaro Siqueiros.
Te ideje so dobile moč zaradi mehiške revolucije, ki je v manj kot letu dni strmoglavila Díazov režim. Vendar so se različne frakcije, ki so se potegovale za oblast, borile skoraj desetletje. Vlade so se pogosto spreminjale s številnimi atentati, vključno z atentatom na Francisca I. Madera, ki je sprožil boj. Končalo se je v začetku 1920-ih z enopartijsko vladavino v rokah frakcije  Álvara Obregóna, ki je postala Partido Revolucionario Institucional (PRI) - Institucionalno revolucionarna stranka. Med revolucijo je Atl podpiral frakcijo Carranza in promoviral delo Rivere, Orozca in Siqueirosa, ki so bili pozneje ustanovitelji gibanja muralizma. Skozi vojno in do leta 1921 je Atl med drugimi dejavnostmi še naprej slikal murale, vključno s poučevanjem naslednje generacije mehiških umetnikov in muralistov. 

## Muralistično gibanje
Leta 1921, po koncu vojaške faze revolucije, je bil José Vasconcelos imenovan za vodjo Secretaría de Educación Pública. Takrat je bila večina mehiškega prebivalstva nepismena in vlada je potrebovala način za promocijo idealov mehiške revolucije. Vasconcelosova zamisel je bila, da bi v ta namen oblikoval mural, ki ga podpira vlada. Podobno kot pri stenskih slikah v predšpanskem obdobju in v kolonialnem obdobju namen teh muralov ni bil zgolj estetski, ampak družbeni, za spodbujanje določenih idealov. Ti ideali ali načela naj bi poveličevali mehiško revolucijo in identiteto Mehike kot naroda mesticev, pri čemer so promovirali avtohtone kot tudi Špance. Vlada je začela najemati najboljše umetnike v državi za slikanje muralov, nekatere pa je poklicala domov iz Evrope, vključno z Diegom Rivero. Ti začetni muralisti so bili dr. Atl, Ramón Alva de la Canal, Federico Cantú in drugi, toda glavni trije so bili David Alfaro Siqueiros, José Clemente Orozco in Diego Rivera. Njegov čas tajnika je bil kratek, vendar je določil, kako se bo razvijal muralizem. Njegovo podobo je leta 1921 na tempero naslikal Roberto Montenegro, vendar je to trajalo kratko. Njegov naslednik pri Secretaría de Educación Pública je naročil, da ga poslikajo. Muralisti so se razlikovali po slogu in temperamentu, vendar so vsi verjeli, da je umetnost namenjena izobraževanju in izboljšanju ljudi. To je bilo v ozadju njihovega sprejemanja teh naročil in ustanovitve Sindikata tehničnih delavcev, slikarjev in kiparjev.
Prvi projekt slik, ki ga je sponzorirala vlada, je bil na treh ravneh notranjih sten stare jezuitske ustanove Colegio San Ildefonso, ki se je takrat uporabljal na Escuela Nacional Preparatoria (Državna pripravljalna gimnazija). Večino muralov v njej je naslikal José Clemente Orozco s temami mehiških mesticev, idejami prenove in tragedijami revolucije; Fernando Leal je najpozneje leta 1922 naslikal Los danzantes de Chalma (plesalci iz Chalme). Nasproti te stene je Jean Charlot naslikal La conquista de Tenochtitlán (Osvajanje Tenochtitlana).

### Po projektu slikanja na Državni pripravljalni gimnaziji
Temu projektu v ustanovi so med drugim sledili projekti v Palacio Nacional, notranjih stenah Palacio de Bellas Artes, Escuela Nacional de Chapingo, Escuela Nacional de Medicina in stavbe Secretaria de Educación Pública.
Gibanje je bilo najmočnejše med letoma 1920 in 1950, kar je ustrezalo preoblikovanju države iz pretežno podeželske in večinoma nepismene družbe v industrijsko razvito. Čeprav so danes del mehiške identitete, so bili takrat kontroverzni, zlasti tisti s socialističnimi sporočili, ki so bili naslikani na stoletnih kolonialnih stavbah. Ena od osnovnih podlag nastanka postrevolucionarne mehiške umetnosti je bila ta, da bi morala biti javna, na voljo državljanom, predvsem pa ne nekaj bogatih zbirateljev. Veliki družbeni pretresi so omogočili koncept in pomanjkanje razmeroma bogatega srednjega razreda za podporo umetnosti. O tem so se slikarji in vlada strinjali. Druga točka dogovora je bila, da bi morali imeti umetniki popolno svobodo izražanja. To je pripeljalo do drugega elementa, ki je bil muralom dodan pri njihovem razvoju. Poleg prvotnih zamisli o rekonstruirani Mehiki in dvigu avtohtone in podeželske identitete Mehike so številni muralisti, vključno s tremi glavnimi slikarji, vključevali tudi elemente marksizma, zlasti boj delavskega razreda proti zatiranju. Ta boj, ki je trajal že od 16. stoletja, skupaj z razrednimi, kulturnimi in rasnimi spopadi so razlagali muralisti.
Začetek in zgodnja leta mehiškega muralističnega gibanja se pogosto štejejo za ideološko najbolj čista in neomadeževana zaradi protislovij med socialističnimi ideali in vladnimi manipulacijami. Ta začetna faza se imenuje "herojska" faza, obdobje po letu 1930 pa "etatistična" faza s prehodom v zadnjo fazo, ki ga je leta 1924 odstopil José Vasconcelos. Učenjak Mary Coffey opisuje tiste, ki »priznavajo spremembo, vendar se vzdržijo presojanja o njenih posledicah, kot "mehke" in tiste, ki vse poslikave po letu 1930 vidijo kot "propagando za pokvarjeno državo", kot trde«. Drugo stališče je, da je razvoj mehiškega muralizma v nezapletenem odnosu z vlado in kot natančen odraz avantgardnih in proletariatskih občutkov. Vendar pa trdi pripadniki menijo, da je gibanje vpleteno v utrjevanje oblasti skorumpirane vlade pod krinko socialističnega režima.
Umetnostni zgodovinar Leonard Folgarait ima nekoliko drugačen pogled. 1940 označuje za konec postrevolucionarnega obdobja v Mehiki, pa tudi za obdobje renesanse muralističnega gibanja. Zaključek uprave Lázara Cárdenasa (1934 - 1940) in začetek uprave Manuela Avile Camacha (1940 - 1946) sta povzročila nastanek ultrakonservativne Mehike. Državna politika je bila namenjena ohranjanju in krepitvi kapitalistične družbe. Umetniki muralov, kot so veliki trije, so povojno obdobje razvijali svoje delo na podlagi obljub o boljši prihodnosti, s prihodom konservativnosti pa so izgubili temo in glas.
Mehiška vlada se je začela distancirati od zidnih projektov in proizvodnja stenskih slik je postala relativno privatizirana. Ta privatizacija je bila rezultat pokroviteljstva naraščajoče nacionalne buržoazije. Murali so bili vse pogosteje naslikani za gledališča, banke in hotele.

## Umetnost
Mehiška populistična umetniška produkcija od 1920 do 1950 je pogosto združena pod imenom »Mehiška slikarska in kiparska šola« (Escuela Mexicana de Pintura y Escultura), ki so jo v 1930-ih skovali umetnostni zgodovinarji in kritiki. Izraz ni natančno opredeljen, saj ne ločuje med nekaterimi pomembnimi slogovnimi in tematskimi razlikami, ni trdnega dogovora, kateri umetniki mu pripadajo, niti, ali je treba muralizem obravnavati kot njegov del ali ločiti. To ni šola v klasičnem pomenu besede, saj vključuje delo več kot ene generacije in z različnimi slogi, ki se včasih spopadajo. Vendar pa vključuje številne pomembne značilnosti. Mural v mehiški šoli je bila kombinacija javnih idealov in umetniške estetike »postavljene kot sestavni del uradne javne sfere«. Tri formalne komponente uradnega mehiškega muralizma so opredeljene kot:
1. Neposredna udeležba pri uradnem obveščanju javnosti in diskurzu.[17]
2. Vzajemna integracija vizualnega diskurza poslikave v vrsto komunikacijskih praks, ki sodelujejo pri opredelitvi uradnega obveščanja javnosti (vključno z različne svetopisemske zvrsti, pa tudi javni govor, razprava in provokativni javni »dogodek«)
3. Razvoj in javno tematiziranje družbeno-realistične estetike (čeprav večnamenske po značaju) kot vizualnega registra za javni občutek stensko delo in kot doksično ali nesporno omejevanje javnega spora glede prostora upodobitve stenske slike.

Večina slikarjev v tej šoli je delala v Ciudad de Méxicu ali drugih mestih v Mehiki, pri čemer so skoraj neprekinjeno delali na projektih in/ali kot učitelji, na splošno s podporo vlade. Večina se je ukvarjala z zgodovino in identiteto Mehike ter bila politično aktivna. Večina umetnosti te šole ni bila ustvarjena za neposredno prodajo, ampak za širjenje tako v Mehiki kot v tujini. Večina je bila formalno usposobljenih, pogosto so študirali v Evropi in/ali na Akademiji San Carlos.
Od 1920-ih do 1970-ih je bila v večini države izdelana velika količina muralov, na splošno so bile teme, povezane s politiko in nacionalizmom, pogosto osredotočene na mehiško revolucijo, identiteto mesticev in mezoameriško kulturno zgodovino. Teresa Meade navaja, da »indigenismo; poveličevanje podeželskega in mestnega dela ter delovnega moškega, ženske in otroka; družbena kritika do posmeha in posmeha; in odpoved nacionalnim, zlasti mednarodnim vladajočim razredom«, so bile v tem času prisotne tudi na muralih. Te so služile kot oblika kohezije med člani gibanja. Politični in nacionalistični vidiki niso imeli neposredne zveze z mehiško revolucijo, zlasti v poznejših desetletjih. Cilj je bil bolj poveličevati to in njene rezultate kot sredstvo za legitimiranje vlade po revoluciji. Druga politična usmeritev je bila marksizem, zlasti razredni boj. To je bilo najmočnejše v zgodnjem gibanju, saj so Rivera, Orozco in Siqueiros priznavali komuniste. Politična sporočila so postala manj radikalna, vendar so ostala trdno levo. Velik del muralov je poveličeval avtohtoni vidik mehiške kulture, saj je bil pomemben dejavnik pri nastanku sodobne Mehike. To je bilo dodano z idejo o ponovnem pregledu zgodovine države z drugega zornega kota. Eden od vidikov, ki jih je delila večina muralistov, je bilo zavračanje ideje, da je umetnost samo za elito, ampak bolj kot korist za množice. Različne razloge za osredotočenost na starodavno Mezoameriko lahko razdelimo v tri osnovne kategorije: 
- želja po poveličevanju dosežkov zaznanih izvornih kultur mehiškega naroda;
- poskus lociranja preostalih predšpanskih oblik, praks in prepričanj med sodobnimi staroselci; in
- preučevanje vzporednic med preteklostjo in sedanjostjo.

V tem zadnjem kontekstu je Mučenje Cuauhtémoca naslikal Siqueiros leta 1950 v Palacio Nacional, eni njegovih redkih upodobitev avtohtonih kultur katerega koli obdobja.
Murali so dobili status spomenika zaradi tega, kjer so bile postavljeni, večinoma na stenah vladnih stavb iz kolonialne dobe in teme, ki so bile naslikane. Mehiški stenski slikarji so svobodno delili ideje in tehnike, saj so bili tesno povezani. Delo vsakega pa je bilo posebno, saj vlada ni določila sloga, umetnike pa je na splošno mogoče sklepati brez pogleda na podpise. Tehnike so vključevale oživitev starih tehnik, kot so freske, slikanje na sveže ometanih stenah in slikanje z enkavstiko ali vročim voskom. Drugi so uporabljali mozaike in visoko žgano keramiko, pa tudi kovinske dele in plasti cementa. Najbolj inovativen umetnik je bil Siqueiros, ki je delal s piroksenom, komercialnim emajlom in Duco (trgovsko ime za avtomobilski lak), smolami, azbestom in starimi stroji ter je bil eden prvih, ki je uporabil airbrush v umetniške namene. Barval je, brizgal, kapljal in brizgal barve za učinke, ki so jih ustvarili naključno.

## Umetniki

### Los Tres Grandes(Trije veliki)
Daleč najvplivnejši muralisti 20. stoletja so bili Diego Rivera, José Clemente Orozco in David Alfaro Siqueiros, imenovani los tres grandes (trije veliki). Vsi so verjeli, da je umetnost najvišja oblika človeškega izražanja in ključna sila družbene revolucije. Njihovo delo je opredelilo gibanje, ki ga je prevzel Vasconcelos. Ustvaril je mitologijo okoli mehiške revolucije in mehiškega ljudstva, ki je še vedno vplivna, ter spodbujal marksistične ideale. V času, ko so bila dela naslikana, so služila tudi kot oblika katarze nad tem, kar je država preživela med vojno. Vendar so bili trije v svojem umetniškem izrazu različni. Riverina dela so bila utopična in idealistična, Orozcova kritična in pesimistična, najbolj radikalna pa so bila dela Siqueirosa, močno osredotočena na znanstveno prihodnost. Razlike med tremi so zelo povezane s tem, kako je vsak doživel mehiško revolucijo. Rivera je bil med revolucijo v Evropi in nikoli ni doživel grozot vojne. Zaradi tega se je njegova umetnost osredotočala predvsem na to, kar je po njegovem mnenju imel od tega družbene koristi. Orozco in Siqueiros sta se borila v vojni, kar je posledično povzročilo bolj pesimističen pristop do njihovih umetniških del pri upodabljanju revolucije; Siquerosovo umetniško delo je najbolj radikalno in osredotočeno na znanstveno prihodnost.
Od treh je bil Rivera najbolj tradicionalen v smislu slikarskih slogov in je močno črpal iz evropskega modernizma. Rivera je v svoje pripovedne podobe vključeval elemente kubizma. Njegove teme so bile mehiške, pogosto prizori vsakdanjega življenja in podobe starodavne Mehike. To je prvotno naslikal v svetlih barvah v evropskem slogu, vendar ga je spremenil v bolj zemeljske tone, da bi posnemal avtohtone murale. Njegov največji prispevek je promocija avtohtone preteklosti Mehike v tem, koliko ljudi si jihogleda v državi in zunaj nje.
Orozco je tudi začel z evropskim slogom izražanja. Vendar se je njegova umetnost razvila v jezno odpoved zatiranja, zlasti tistih, za katere je menil, da so zlobni in brutalni razred pravil. Njegovo delo je bilo mračno in grozno, s poudarkom na človeškem trpljenju in strahu pred tehnologijo prihodnosti. Njegovo delo prikazuje »ekspresionistično uporabo barv, poševnih linij in parodičnih izkrivljanj človeške figure«. Tako kot večina drugih muralistov je Orozco obsodil Špance kot uničevalce avtohtone kulture, vendar je imel prijaznejše upodobitve, kot je na primer frančiškanski frater, ki se nagiba k izčrpanemu domorodnemu obdobju. Za razliko od drugih umetnikov Orozco nikoli ni poveličal mehiške revolucije, saj se je v njej boril, temveč je upodobil grozote te vojne. Zaradi tega je bilo veliko njegovih fresk ostro kritiziranih in celo uničenih.
Siqueiros je bil najmlajši in najbolj radikalen od vseh treh. Pri osemnajstih letih se je pridružil vojski Venustiana Carranze in revolucijo doživel s prvih front. Čeprav so bili vsi trije muralisti komunisti, je bil Siqueiros najbolj predan, kar dokazujejo njegove upodobitve proletarskih množic. Njegovo delo odlikujejo tudi hitre, pometene, drzne linije ter uporaba sodobnih emajlov, strojev in drugih elementov, povezanih s tehnologijo. Njegov slog je pokazal »futuristično zameglitev oblike in tehnike«. Njegovo navdušenje nad tehnologijo v zvezi z umetnostjo je ponazoril, ko je v svojem morebitnem premiku proti neorealizmu poudaril množično komunikacijsko vizualno tehnologijo fotografije in filma. Njegova radikalna politika ga je naredila nezaželenega v Mehiki in ZDA, zato je veliko dela opravljal v Južni Ameriki. Za njegovo mojstrovino pa velja Polyforum Cultural Siqueiros, kulturni, politični in družbeni objekt, ki je del Svetovnega trgovinskega centra v Ciudad de México.

### El Cuarto Grande(Četrti veliki)
Medtem ko Rivera, Orozco in Siqueiros običajno veljajo za najvplivnejše umetnike tega obdobja, je h gibanju dvajsetih let 20. stoletja prispeval tudi Rufino Tamayo. Tamayo je bil mlajši od velike trojice in pogosto je nasprotoval njihovemu odnosu. Zagovarjal je njihovo izolacijsko delo po študiju umetnosti v Evropi, kjer je nanj močno vplivala abstrakcija po drugi svetovni vojni. Verjel je, da bo mehiška revolucija zaradi progresivnega odnosa do Mehike na koncu škodila. Ko se je po bivanju v Evropi vrnil v Mehiko, je želel, da bi njegovo umetniško delo izrazilo umetnost pred osvajanjem, vendar v abstraktnem slogu.
Na Tamayo je močno vplivala zgodnja predkolumbovska zgodovina Mehike, kar je razvidno iz njegovega dela z naslovom Nacimiento de Nuestra Nacionalidad (Rojstvo naše narodnosti). Izraža nasilje, ki je bilo uporabljeno med španskim osvajanjem domorodnih Mehičanov. V sredini je prikazana človeška figura z mehanskim orožjem, ki sedi na konju in je obdana z žarečo svetlobo, ki je upodabljala »bogu podobnega« španskega osvajalca. Konj je oblikovan kot veličastno bitje, ker je bil bitje, ki ga domači Mehičani še nikoli niso videli. Na splošno ta del ponuja ogromno posnetkov in je odraz začetnega poraza mehiškega nacionalizma ter prikazuje travmatično in zatiralsko zgodovino. Tamayo je bil ponosen na svoje mehiške korenine in je svoj nacionalizem izrazil na bolj tradicionalen način kot Rivera ali Siqueiros. Njegov poudarek je bil na sprejemanju njegovega španskega in domačega ozadja ter na koncu izraziti svoje počutje skozi barve, oblike in kulturo na sodoben abstrakten način. Konec koncev je Tamayo želel, da mehiško ljudstvo ne bi pozabilo svojih korenin; kaže, zakaj je tako vztrajno uporabljal navdih iz predkolumbovskega obdobja in vključeval svoj pogled na mehiško revolucijo.

## Revolucionarna umetnost
Eden najboljših primerov Riverove perspektive revolucije je razviden iz njegovega murala v kapeli avtonomne univerze Chapingo. Najbolj prevladujoče umetniško delo na tej steni je Osvobojena zemlja ([paintings/84/ ]) 1926-27, ki prikazuje drugo Riverovo ženo, Guadalupe Marín, poželena in ležeča, z roko v zraku, simbolizira plodnost dežele in izžareva prevladujočo življenjsko energijo, ki umetniško zmaga proti krivicam, ki so prikazane drugje. [25]
Orozcovo stališče do mehiške revolucije je razvidno iz njegovega murala The Trench (1922-1924)([ https://en.wahooart.com/@@/8LJ8W6-Jose-Clemente-Orozco-The-trench]), Mehika, ki jo lahko najdete v Escuela Nacional Preparatoria. Dinamične črte in razredčena barvna paleta ponazarjajo mračni ton, ki ga postavlja Orozco in ponazarja njegov negativen odnos do revolucije. Tovrstna umetnina je sprožila polemike in privedla do uničenja te stene, ki pa je bila pozneje leta 1926 prebarvana.
Siqueiros je ideji o mehiški revoluciji prinesel odtenek. Čeprav je imel do revolucije radikalno negativno mnenje, je upodobil tudi podobe znanstvene prihodnosti, medtem ko sta bila druga dva umetnika osredotočena na njune izkušnje in pogled na revolucijo. Leta 1939 je Siqueros v zgradbi Sindikata delavcev elektrotehnike naslikal mural z naslovom Portret meščanstva (1939) () v Mehiki. Ta umetnina prikazuje grozote vojne, Siquerosov negativen pogled na vlogo kapitalizma med revolucijo in na to, kako je proletariat spregledal in izkoristil meščanstvo. Med vsemi temi pesimističnimi podobami je tudi upanje, kar je razvidno iz upodobitve osamljenega moškega, oblečenega v obleko gverilskega borca, ki se je prijel za puško, in je pokazal na figure meščanskih voditeljev med revolucijo. To simbolizira obetavno prihodnost, v kateri Mehika premaga ovire, s katerimi se je soočila revolucija, in sprejme tehnologijo, kot je razvidno iz upodobitev električnih stolpov na vrhu poslikave.

### Politični izraz
Velika trojka se je po prvih letih slikanja muralov pod vladnim nadzorom trudila izraziti svojo levičarsko naravnanost. Ti boji z vlado po revoluciji vodijo muraliste k ustvarjanju zveze umetnikov in pripravi radikalnega manifesta. José Vasconcelos, sekretar za javno šolstvo pod predsednikom Álvarom Obregónom (1920–24), je z moralno in finančno podporo nove porevolucionarne vlade sklenil pogodbo z Rivero, Siqueirosom in Orozcom. Vasconcelos, čeprav je poskušal spodbujati nacionalizem in la raza cósmica, je nasprotoval temu občutku, ko je vodil muraliste pri ustvarjanju del v klasičnem, evropskem slogu. Murali so postali tarča Vasconcelosove kritike, ko so veliki trije odstopili od klasičnega razmerja in figure. Siqueiros ni bil zadovoljen z neskladjem med murali in revolucionarnimi pomisleki muralistov, zato je zagovarjal razpravo med umetniki o njihovih prihodnjih delih.
Leta 1922 so muralisti ustanovili Zvezo revolucionarnih tehničnih delavcev, slikarjev in kiparjev Mehike. Unija je nato objavila manifest, v katerem so izobraževanje, umetnost javne koristi in lepota za vse družbeni cilji njihovih prihodnjih umetniških prizadevanj.

## Vpliv
Po skoraj stoletju od začetka gibanja mehiški umetniki še vedno izdelujejo murale in druge oblike umetnosti z istim sporočilom mestizo. Freske lahko najdemo v vladnih stavbah, nekdanjih cerkvah in šolah v skoraj vseh delih države. Eden od nedavnih primerov je medkulturni projekt leta 2009 za slikanje murala na občinski tržnici Teotitlán del Valle, majhnega mesta v zvezni državi Oaxaca. Dijaki in študentje iz Georgije v Združenih državah so sodelovali z mestnimi oblastmi pri oblikovanju in slikanju stenske poslikave za spodbujanje prehrane, varstva okolja, izobraževanja in ohranjanja jezika in običajev Zapotekov.
Mehiški muralizem je v 20. stoletju s svojim vplivom razširil stensko slikarstvo v ospredje zahodne umetnosti, zlasti s spodbujanjem ideje o stenskem slikarstvu kot obliki promocije družbenih in političnih idej. Ponudil je alternativo nereprezentacijski abstrakciji po prvi svetovni vojni s figurativnimi deli, ki odražajo družbo in njene neposredne skrbi. Medtem ko si večina mehiških muralistov ni želela biti del mednarodne umetniške scene, se je njihov vpliv razširil na druge dele Amerike. Muralisti, na katere vpliva mehiški muralizem, so Carlos Mérida iz Gvatemale, Oswaldo Guayasamín iz Ekvadorja in Candido Portinari iz Brazilije.
Rivera, Orozco in Siqueiros so vsi preživeli čas v Združenih državah. Orozco je prvi slikal murale v poznih 1920-ih na Pomona College v Claremontu v Kaliforniji, kjer je ostal do leta 1934 in postal priljubljen med akademskimi ustanovami. Med veliko depresijo je Uprava Works Progress zaposlovala umetnike za slikanje muralov, kar je mehiškim muralistom odprlo pot za iskanje naročil v državi. Rivera je živel v Združenih državah od leta 1930 do 1934. V tem času je v Muzeju sodobne umetnosti uprizoril vplivno predstavo svojega štafelajnega dela. Uspeh Orozca in Rivere je ameriške umetnike spodbudil k študiju v Mehiki in odprl vrata mnogim drugim mehiškim umetnikom, da so našli delo v državi. Tudi Siqueiros se ni odrezal. Leta 1932 je bil iz Mehike izgnan v ZDA in se preselil v Los Angeles. V tem času je naslikal tri murale, ki pa so bili prebarvani. Edini izmed treh preživelih, América Tropical (polno ime: América Tropical: Oprimida y Destrozada por los Imperialismos ali Tropska Amerika: zatirana in uničena zaradi imperializma), sta obnovila Getty Conservation Institute in América Tropical Interpretive Center je bil odprt za dostop javnosti.
Koncept murala kot političnega sporočila je bil presajen v ZDA, zlasti na nekdanjem mehiškem ozemlju jugozahoda. To je služilo kot navdih za kasnejši Chicano muralizem, vendar so politična sporočila drugačna. Revolucionarna Nikaragva je v obdobju sandinistov razvila tradicijo muralizma.

## Ženske in mehiški muralizem

### Aurora Reyes Flores, prva ženska muralistka[34]
Aurora Reyes Flores je bila politična aktivistka, učiteljica in prva ženska mehiška muralistka. Osredotočila se je na izpostavljanje problemov tistih, za katere meni, da so nezaščiteni.
Njen prvi mural Atentado a las maestras rurales (Napad na učitelje na podeželju) prikazuje žensko, ki jo moški vleče za lase in z drugo roko trga knjigo. Nato drugi moški, čigar obraz pokriva velik sombrero na glavi, tolče žensko s kopitom puške. Za vrati so trije otroci, ki ne morejo verjeti, čemu so priča. Mural je odražal Reyesine skrbi glede izobraževalnega sistema in boj za izboljšanje pogojev za zaposlene ženske.

### Elena Huerta Muzquiz, umetnica največjega murala, ki ga je ustvarila ženska v Mehiki
Delo Elene Huerta na 450 kvadratnih metrih je največja poslikava, ki jo je ustvarila ženska v Mehiki in je zanjo potrebovala dve leti. Freska se nahaja v Saltillu v Mehiki in prikazuje dva različna prizora. Ena zajema osamosvojitev Mehike iz leta 1810 z Miguelom Hidalgom y Costillo, druga pa prikazuje Hidalga skupaj z voditelji neodvisnosti, ki so pomagali v vseh gibanjih osamosvojitve Mehike.
Ni bila znana le po svojih umetniških delih, ampak tudi zato, ker je bila pisateljica in feministka. V svojem življenju je ustvarila le tri murale in ujela pravo bistvo mehiškega muralističnega gibanja s svojo strastjo, da je mehiška kultura sposobna ohraniti sposobnost preživetja.

### Rina Lazo, Riverova pomočnica 10 let do smrti, njegova "desna roka"
Ko je Rina Lazo delala skupaj z Rivero, je njeno umetniško delo nanj močno vplivalo in mu celo pomagala pri enem najvidnejših muralov mehiške revolucije: Sueno de una tarde dominical en la Alameda Central (Sanje o nedeljskem popoldnevu v središču Alameda Central). Delala pa je tudi na svojih delih in na koncu se je morala boriti s svojimi osebnimi boji, kako v celoti prikazati mehiški nacionalizem. Poleg tega ji je slikanje skupaj z Rivero pomagalo razumeti koncepte mehiškega muralizma, ki so zajeli družbeno in politično zavest, pokazali pa so tudi avtohtone korenine, ki so oblikovale latinskoameriške in mehiške državljane. Takrat je bila redkokdaj tako priljubljena in neodvisna ženska, vendar je Lazu uspelo postati muralist na področju, na katerem močno prevladujejo moški. Prav tako ji je uspelo vzljubiti Mehiko, čeprav je bila izvorno iz Gvatemale, kar na koncu kaže vpliv, ki ga je imela mehiška revolucija s svojimi umetninami.

### Fanny Rabel
Velja za eno prvih umetnic mehiškega gibanja muralizma [40], ki je naslikala več muralov, najpomembnejši pa je v Narodnem antopološkem muzeju v Ciudad de México.